# Miguel Ángel Zapata Pérez
Miguel Ángel Zapata Pérez conocido como Miguel Ángel Zapata (Granada, España, 9 de marzo de 1980) es un entrenador español de baloncesto que actualmente es entrenador asistente del SC Hamburg Towers de la Basketball Bundesliga.

## Trayectoria
El preparador granadino inició su carrera en el C.B. Las Gabias desde donde dio el salto al C.B. Granada. En 2007 pasó a trabajar como ayudante de Trifón Poch. En 2011, Zapata asumió la dirección del conjunto nazarí en las últimas jornadas del equipo en ACB. Y continuó en el cargo en LEB Oro. 
En la temporada 2012/13, la del ascenso truncado a ACB, el CB Lucentum le integró en el cuerpo técnico como ayudante de Rubén Perelló. Más tarde, tras el descenso del Club Baloncesto Lucentum Alicante a Primera Nacional, Zapata hizo las maletas y probó suerte en Irán.
En verano de 2015, Zapata llegó al Club Baloncesto Lucentum Alicante para hacerse cargo del Sénior B y el Cadete A. En marzo de 2016, tras la destitución de Kuko Cruza como entrenador del equipo de LEB Plata, Zapata se hace cargo del CB Fundación Lucentum para acabar la temporada 2015-16 y dirigiría al club alicantino durante la temporada 2016-17 en Liga LEB Plata.
En septiembre de 2017, se marcha a México para ser entrenador ayudante de Ramón Díaz Sánchez en los Capitanes de la Ciudad de México de la LNBPM.
En verano de 2018, se marcha a Alemania para ser ser entrenador ayudante de Pedro Calles en el SC Rasta Vechta de la Basketball Bundesliga.

## Clubs
- 2004-05. CB Gabias. Alevín.
- 2004-05. Atarfe. Sénior provincial e infantil.
- 2005-06. CB Gabias. Júnior e infantil.
- 2006-07. CB Granada. Infantil A.
- 2006-07. Ramón y Cajal. Primera Nacional. Entrenador ayudante.
- 2007-08. CB Granada. Cadete.
- 2007-08. CB Granada. Sub-20. Entrenador ayudante
- 2008-09. CB Granada. ACB. Entrenador ayudante de Trifón Poch.
- 2008-09. CB Granada. Sub-20.
- 2009-10. CB Granada (ACB).
- 2010-11.CB Granada (ACB). Entrenador ayudante de Trifón Poch y de Curro Segura.
- 2011-12. CB Granada (Liga LEB Oro).
- 2012-13: Club Baloncesto Lucentum Alicante (Liga LEB Oro). Entrenador ayudante de Rubén Perelló.
- 2013-15: Afra Khalij Fars (Irán) - Entrenador Ayudante.
- 2014-15: Petrochimi Iman Harbour BC. Entrenador ayudante .
- 2015-16: Club Baloncesto Lucentum Alicante (1ª Nacional).
- 2016-17: Club Baloncesto Lucentum Alicante (Liga LEB Plata) .
- 2017-18: Capitanes de la Ciudad de México. LNBPM. Entrenador ayudante de Ramón Díaz Sánchez.
- 2018-act.: SC Rasta Vechta. Basketball Bundesliga. Entrenador ayudante de Pedro Calles.